# وزارة الدولة للإعلام (مصر)
وزارة الدولة للإعلام المصرية هي الوزارة المسئولة عن اقتراح السياسة والخطة العامة للدولة في كافة مجالات الاعلام الداخلية والخارجية وذلك في اطار السياسة العامة للدولة. تم إلغاء الوزارة اعتباراً من وزارة إبراهيم محلب الثانية ثم عادت مرة أخرى كوزارة دولة في تعديل وزارة مصطفى مدبولي في 22 ديسمبر 2019.
أسامة هيكل في المنصب من 22 ديسمبر 2019 – 25 أبريل 2021، وتم نشر خبر قبول الاستقالة في الجريدة الرسمية بتاريخ 26 أبريل 2021.

## تاريخ إنشاء وزارة الاعلام
- مع قيام ثورة يوليو تم لأول مرة في تاريخ مصر في نوفمبر 1952 إنشاء وزارة خاصة بشئون الاعلام والاتصال في نوفمبر 1952 أطلق عليها وزارة الإرشاد القومي ثم تغير اسمها إلى وزارة الثقافة والإرشاد القومي ثم عادت مرة أخرى إلى «وزارة الإرشاد القومي».
- استمر هذا الوضع حتى عام 1970.
- مع المتغيرات الكثيرة التي سادت الفترة التالية ضم قطاعي الاعلام والثقافة مرة آخرى حتى صدر القرار الجمهوري رقم 43 لسنة 1982 فأصبح للاعلام وزارة مستقلة تحت مسمى وزارة الدولة للاعلام.
- في عام 1986 أصبحت وزارة الاعلام وزارة كاملة وبذلك استقرت أوضاع وزارة الاعلام من كافة النواحي الإدارية والقانونية والتشريعية.
- صدر القرار الجمهوري رقم 310 لسنة 1986 بتحديد اختصاصات وزارة الاعلام.[2]

## مهام وزارة الاعلام
وفقاً للقرار الجمهوري رقم 310 لسنة 1986 فقد تضمنت بنوده تحديد مهام واختصاصات وزارة الاعلام كما يلي:
- تتولى وزارة الاعلام في اطار السياسة العامة للدولة اقتراح السياسة والخطة العامة للدولة في كافة مجالات الاعلام الداخلية والخارجية.
- اقتراح السياسات التي تحقق الوجود الاعلامي بكافة اشكاله داخلياً وخارجياً بما يخدم اهداف المجتمع وتحقيق اهداف التنمية ويعمق الديمقراطية وذلك في اطار السياسة العامة للدولة.
- العمل على ايجاد وتنمية الروابط الاعلامية بين مصر وسائر دول العالم ومتابعة تنفيذ أجهزة الاعلام للاتفاقات والبروتوكولات المتخصصة لهذا الغرض.
- التنسيق بين الخطط الاعلامية لوسائل الاتصال بما يحقق تكامل الرسالة الاعلامية في كافة المجالات.
- توجيه أجهزة الاعلام لتبصير الشعب بمكاسبه والدفاع عنها في مواجهة التحديات، وتنمية المبادرات الفردية والحافز على العمل وابراز القيم الروحية النابعة من الأديان.
- تزويد الرأي العام العالمي بالبيانات والمعلومات عن مصر ومواجهة الدعايات المضادة وتقديم المعاونة للصحفيين والكتاب والمراسلين، وتقديم الحقائق واتجاهات الدولة عن الوحدات والقضايا الداخلية والخارجية.
- الاشراف على اعداد وتحرير النشرات والتقارير الاعلامية المتخصصة عن الموضوعات السياسية والاقتصادية والاجتماعية التي تهم أجهزة الدولة العليا.
- وضع الخطة الاعلامية التي تكفل ابراز المناسبات القومية والوطنية واللقاء المتصل بين الشعب وقياداته في مختلف المجالات.
- تنظيم المؤتمرات الصحفية الدولية والمحلية بهدف الاعلام عن السياسة الخارجية والقضايا الداخلية، وكذلك الاتصال بجميع وسائل الاعلام المسموعة والمكتوبة والمرئية
- تنفيذ القوانين واللوائح المتعلقة بالمطبوعات الصادرة في الداخل أو الواردة من الخارج الخاصة بعدم مخالفة المطبوعات للنظام العام اوالاداب العامة ولمبدأ عدم تعرضها للأديان تعرضاً من شأنه تكدير السلم العام.
- متابعة تنفيذ الإذاعة والتليفزيون للأنشطة الخاصة بها ومدى تحقيقها للأهداف المنصوص عليها في القانون رقم 13 لسنة 1979 في شأن اتحاد الإذاعة والتليفزيون المصري.
- وضع وتنفيذ برامج تدريب العاملين في مجالات الاعلام المختلفة بهدف توفير العمالة الفنية ذات الكفاءة.
- تحديد اولويات المشروعات الواردة بالخطة الاستثمارية في اطار الخطة الاعلامية للدولة بما يحقق تطوير وتحديث أجهزة الاتصال الإعلامية بحيث تواكب تقدم وسائل الاتصال وتكنولوجيا المعلومات.
- وزير الاعلام هو الوزير المختص بشئون الإذاعة والتليفزيون.

ومنذ صدور هذا القرار الجمهوري استقرت أوضاع وزارة الإعلام من النواحي الإدارية والفنية والقانونية والتشريعية وهو ما ساعد على تحقيق الانطلاقة الاعلامية الكبرى التي بدأها الإعلام المصري منذ مطلع الثمانينيات وحتى الآن وهي الانطلاقة التي رفعت الاعلام المصري إلى مستوى العالمية.

## الجهات التابعة
- المجلس الأعلى لتنظيم الإعلام
  - الهيئة الوطنية للصحافة
  - الهيئة الوطنية للإعلام
- الهيئة المصرية العامة للإستعلامات

## الوزراء
- فتحي رضوان 17 نوفمبر 1952 - 18 ديسمبر 1952
- محمد فؤاد جلال 19 ديسمبر 1952 - 17 يونيو 1953
- صلاح سالم 18 يونيو 1953 - 7 أكتوبر 1958
- ثروت عكاشة 8 أكتوبر 1958 - 19 سبتمبر 1960
- محمد عبد القادر حاتم 20 سبتمبر 1960 - 30 سبتمبر 1965
- أمين هويدي 1 أكتوبر 1965 - 9 سبتمبر 1966
- محمد محمد فائق 19 يونيو 1967 - 16 يناير 1972.
- محمد حسن الزيات 17 يناير 1972 - 24 أبريل 1974
- أحمد كمال أبو المجد 25 أبريل 1974 - 17 أغسطس 1975
- يوسف السباعى 18 أغسطس 1975 - 27 أكتوبر 1975
- محمد سعيد أبو السعود 28 أكتوبر 1975 - 18 مارس 1976
- جمال العطيفي 19 مارس 1976 - 2 فبراير 1977
- عبد المنعم الصاوي 3 فبراير 1977 - 17 أبريل 1977
- على أحمد قنديل 18 أبريل 1977 - 18 يونيو 1979
- منصور حسن 19 يونيو 1979 - 9 سبتمبر 1981
- فؤاد محي الدين 10 سبتمبر 1981 - 31 يناير 1982
- محمد صفوت الشريف 1 فبراير 1982 - 13 يوليو 2004
- ممدوح البلتاجي 13 يوليو 2004 - 14 فبراير 2005
- أنس الفقي 15 فبراير 2005 - 15 فبراير 2011
- أسامة هيكل 24 يوليو 2011 - 6 ديسمبر 2011
- أحمد أنيس ديسمبر 2011 - أغسطس 2012
- صلاح الدين عبد المقصود 2 أغسطس 2012 - يوليو 2013
- درية شرف الدين 16 يوليو 2013 - 17 يونيو 2014
- أسامة هيكل «وزير دولة للإعلام» (22 ديسمبر 2019 - 26 أبريل 2021).[4]